# Federico Guglielmo di Meclemburgo-Schwerin
Federico Guglielmo di Meclemburgo-Schwerin (Grabow, 28 marzo 1675 – Magonza, 31 luglio 1713) fu duca di Meclemburgo-Schwerin dal 1692 al 1713.

## Biografia
Era il figlio maggiore di Federico di Meclemburgo-Schwerin e di Cristina Guglielmina d'Assia-Homburg. Nel 1692 succedette allo zio Cristiano Ludovico, il quale era morto senza eredi. Nel 1701 firmò un trattato ad Amburgo, col quale ottenne per sé il titolo generico di Duca di Meclemburgo, titolo che trasmise ai suoi eredi. Inoltre, con questo trattato, il Meclemburgo venne diviso nei due ducati di Meclemburgo-Schwerin e Meclemburgo-Strelitz, questo a causa della morte del duca Gustavo Adolfo di Meclemburgo-Güstrow senza eredi. Tale divisione durerà fino al 1918.

## Matrimonio ed eredi
Nel 1704 sposò Sofia Carlotta d'Assia-Kassel, figlia di Carlo I d'Assia-Kassel, dalla quale non ebbe figli. Alla sua morte il ducato passò al fratello Carlo Leopoldo.

## Ascendenza
|                                            |                            |                                               | Genitori                           |  |  | Nonni |  |  | Bisnonni                             |  |  | Trisnonni                                  |  |
|                                            |                            |                                               |                                    |  |  |       |  |  | Giovanni VII di Meclemburgo-Schwerin |  |  | Giovanni Alberto I di Meclemburgo-Schwerin |  |
|                                            |                            |                                               |                                    |  |  |       |  |  | Giovanni VII di Meclemburgo-Schwerin |  |  | Giovanni Alberto I di Meclemburgo-Schwerin |  |
|                                            |                            | Anna Sofia di Prussia                         |                                    |  |  |       |  |  | Giovanni VII di Meclemburgo-Schwerin |  |  |                                            |  |
| Adolfo Federico I di Meclemburgo-Schwerin  |                            |                                               |                                    |  |  |       |  |  | Giovanni VII di Meclemburgo-Schwerin |  |  |                                            |  |
|                                            |                            | Sofia di Holstein-Gottorp                     | Adolfo di Holstein-Gottorp         |  |  |       |  |  |                                      |  |  |                                            |  |
|                                            |                            | Sofia di Holstein-Gottorp                     | Adolfo di Holstein-Gottorp         |  |  |       |  |  |                                      |  |  |                                            |  |
|                                            |                            | Sofia di Holstein-Gottorp                     | Cristina d'Assia                   |  |  |       |  |  |                                      |  |  |                                            |  |
| Federico di Meclemburgo-Schwerin           |                            | Sofia di Holstein-Gottorp                     |                                    |  |  |       |  |  |                                      |  |  |                                            |  |
|                                            |                            | Giulio Ernesto di Brunswick-Dannenberg        | …                                  |  |  |       |  |  |                                      |  |  |                                            |  |
|                                            |                            | Giulio Ernesto di Brunswick-Dannenberg        | …                                  |  |  |       |  |  |                                      |  |  |                                            |  |
|                                            |                            | Giulio Ernesto di Brunswick-Dannenberg        | …                                  |  |  |       |  |  |                                      |  |  |                                            |  |
| Maria Caterina di Braunschweig-Dannenberg  |                            | Giulio Ernesto di Brunswick-Dannenberg        |                                    |  |  |       |  |  |                                      |  |  |                                            |  |
|                                            |                            | Maria dell'Osterfriesland                     | …                                  |  |  |       |  |  |                                      |  |  |                                            |  |
|                                            |                            | Maria dell'Osterfriesland                     | …                                  |  |  |       |  |  |                                      |  |  |                                            |  |
|                                            |                            | Maria dell'Osterfriesland                     | …                                  |  |  |       |  |  |                                      |  |  |                                            |  |
| Federico Guglielmo di Meclemburgo-Schwerin |                            | Maria dell'Osterfriesland                     |                                    |  |  |       |  |  |                                      |  |  |                                            |  |
|                                            | Federico I d'Assia-Homburg | Giorgio I d'Assia-Darmstadt                   |                                    |  |  |       |  |  |                                      |  |  |                                            |  |
|                                            | Federico I d'Assia-Homburg | Giorgio I d'Assia-Darmstadt                   |                                    |  |  |       |  |  |                                      |  |  |                                            |  |
|                                            | Federico I d'Assia-Homburg | Maddalena di Lippe                            |                                    |  |  |       |  |  |                                      |  |  |                                            |  |
| Guglielmo Cristoforo d'Assia-Homburg       | Federico I d'Assia-Homburg |                                               |                                    |  |  |       |  |  |                                      |  |  |                                            |  |
|                                            |                            | Margherita Elisabetta di Leiningen-Westerburg | Cristoforo di Leiningen-Westerburg |  |  |       |  |  |                                      |  |  |                                            |  |
|                                            |                            | Margherita Elisabetta di Leiningen-Westerburg | Cristoforo di Leiningen-Westerburg |  |  |       |  |  |                                      |  |  |                                            |  |
|                                            |                            | Margherita Elisabetta di Leiningen-Westerburg | Anna Maria Ungnad di Weissenwolff  |  |  |       |  |  |                                      |  |  |                                            |  |
| Cristina Guglielmina d'Assia-Homburg       |                            | Margherita Elisabetta di Leiningen-Westerburg |                                    |  |  |       |  |  |                                      |  |  |                                            |  |
|                                            |                            | Giorgio II d'Assia-Darmstadt                  | Luigi V d'Assia-Darmstadt          |  |  |       |  |  |                                      |  |  |                                            |  |
|                                            |                            | Giorgio II d'Assia-Darmstadt                  | Luigi V d'Assia-Darmstadt          |  |  |       |  |  |                                      |  |  |                                            |  |
|                                            |                            | Giorgio II d'Assia-Darmstadt                  | Maddalena di Brandeburgo           |  |  |       |  |  |                                      |  |  |                                            |  |
| Sofia Eleonora d'Assia-Darmstadt           |                            | Giorgio II d'Assia-Darmstadt                  |                                    |  |  |       |  |  |                                      |  |  |                                            |  |
|                                            |                            | Sofia Eleonora di Sassonia                    | Giovanni Giorgio I di Sassonia     |  |  |       |  |  |                                      |  |  |                                            |  |
|                                            |                            | Sofia Eleonora di Sassonia                    | Giovanni Giorgio I di Sassonia     |  |  |       |  |  |                                      |  |  |                                            |  |
|                                            |                            | Sofia Eleonora di Sassonia                    | Maddalena Sibilla di Hohenzollern  |  |  |       |  |  |                                      |  |  |                                            |  |
|                                            |                            | Sofia Eleonora di Sassonia                    |                                    |  |  |       |  |  |                                      |  |  |                                            |  |